# Бонапарт, Полина
Мари́-Поле́тт Бонапа́рт (фр. Marie Paulette Bonaparte; 20 октября 1780, Аяччо, Корсика — 9 июня 1825, Флоренция), более известная как Полина Бонапарт (Pauline Bonaparte), — средняя из трёх и самая любимая сестра французского императора Наполеона I.

## Биография
Мари-Полетт Бонапарт родилась 20 октября 1780 года на острове Корсика в Аяччо. Из всех сестер была самой красивой. По словам графини А. Потоцкой, самые тонкие правильные черты лица соединялись в ней с удивительными формами. Благодаря ее прелестной внешности никто не обращал внимания на ее ум, и ее любовные приключения служили темой для бесконечных разговоров.
С самого юного возраста любовные похождения Полины вызывали толки и доставляли массу хлопот царственному брату, который наконец выдал её замуж за генерала Леклерка, отправленного в 1802 году на подавление Гаитянской революции. Во время своего пребывания в Вест-Индии Полина не чуралась интрижек с подчинёнными своего супруга, после смерти которого вернулась в Европу, где была выдана замуж за принца Камилло Боргезе. По случаю этого брака Наполеон выкупил для Лувра лучшие картины из художественного собрания Боргезе и назначил зятя наместником Пьемонта.
Несмотря на благоприятное начало, брак Полины с отпрыском одного из знатнейших семейств Италии через пару лет начал трещать по швам. Большую часть времени супруги проводили порознь. 
Европа полнилась слухами об экстравагантных выходках французской принцессы — о том, что она восседает на спинах фрейлин как на стульях, а на купанье её приносят толпы прислужников-негров. В 1806 году Наполеон даровал ей Гвасталлу (с титулом принцессы и герцогини Гвасталльской), которую она позже продала за шесть миллионов франков герцогу Пармскому. 
Брак Наполеона с Марией-Луизой стал причиной длительной размолвки между братом и сестрой, но после его свержения в 1814 году никто из родственников не был для изгнанника таким подспорьем, как Полина. Распродав своё имущество, она переехала на Эльбу, где находился в ссылке её брат. После провала «Ста дней» Полина воспользовалась приглашением папы Пия VII и поселилась в Риме. Её загородный особняк, «вилла Паулина», был обустроен в модном тогда египетском стиле; там же помещалась знаменитая статуя Кановы, на которой Полина представала в облике полуобнажённой Венеры. За несколько месяцев до смерти Полины произошло её воссоединение с супругом Камилло. Полина умерла от рака и была похоронена в капелле Боргезе в римской церкви Санта-Мария-Маджоре.

## Киновоплощение
- «Наполеон» (немой, Франция, 1927), реж. Абель Ганс. В роли Полины Бонапарт — актриса Симона Женевуа
- «Дезире: любовь императора Франции[англ.]» (США, 1954) — актриса Шарлотта Остин
- «Наполеон: путь к вершине» (Франция, Италия, 1955) В Роли Полины Бонапарт — Джана Мария Канале
- «Аустерлиц» / Austerlitz (Франция, Италия, Югославия, 1960), режиссёр Абель Ганс. В роли Полины Бонапарт — Клаудия Кардинале.
- «Мадам Беспечность» (Франция, Италия, Испания, 1961) — актриса (Франция, Испания, Италия, 1961) — актриса Лаура Валенсуэла[фр.]
- «Имперская Венера»/Venere Imperiale (Италия — Франция, 1962). Режиссёр Жан Деланнуа. В роли Полины Бонапарт — Джина Лоллобриджида. Фильм посвящён Полине Бонапарт.
- «У госпожи хозяйки есть племянница[нем.]» (ФРГ, Италия, Австрия, Венгрия, 1969) — актриса Маргарет Ли
- «Лучшая сторона Паолины» (Италия, 1973). В роли Полины Бонапарт — актриса Антония Сантилли.  Фильм посвящён Полине Бонапарт.
- «Адъютанты любви» (Россия, 2005—2006). В роли Полины Бонапарт — Елена Подкаминская
- «Наполеон и Жозефина: история любви» (США, 1987). В роли Полины Бонапарт — Айони Скай